# Incisocalliope bairdi
Incisocalliope bairdi är en kräftdjursart som först beskrevs av Boeck 1872.  Incisocalliope bairdi ingår i släktet Incisocalliope och familjen Pleustidae. Inga underarter finns listade i Catalogue of Life.